# کیت کانر
کیت سباستین کانر (انگلیسی: Kit Sebastian Connor؛ زادهٔ ۸ مارس ۲۰۰۴) بازیگر بریتانیایی است. از فیلم‌های او می‌توان به سانتا (۲۰۱۴)، راکت‌من (۲۰۱۹) و جو کوچولو (۲۰۱۹) اشاره کرد. در زمینهٔ تلویزیون، او نقشی تکرارشونده در جزیره راک (۲۰۱۴–۲۰۱۵)، نقش صوتی مجموعهٔ نیروی اهریمنی‌اش و نقش اصلی نفس‌گیر (۲۰۲۲) را ایفا کرده کرده‌است.

## زندگی و حرفه
کانر اهل پرلی، لندن است. او در مدرسه ابتدایی هیز در کنلی و سپس در مدرسه ویتگیفت تحصیل کرده‌است.
کانر فعالیت خود را در ۸ سالگی با حضور کوتاه در جوجه‌ها از شبکهٔ اسکای۱، فیلم تلویزیونی ماجراجویی در فضا و زمان و سریال تلفات آغاز کرد. او در سال ۲۰۱۴ نقشی را در کمدی تعطیلات گت سنتا و نقشی تکرارشونده در در سریال جزیره راک ایفا کرد.
در سال ۲۰۱۹، کانر نقش التون جان نوجوان را در فیلم موزیکال راکت‌من به تصویر کشید و در فیلم جو کوچولو بازی کرد. در همان سال، او صداپیشگی سریال فانتزی نیروی اهریمنی‌اش از شبکهٔ بی‌بی‌سی وان و اچ‌بی‌او را بر عهده داشت.
در آوریل ۲۰۲۱، کانر در کنار جو لاک در سریال نفس‌گیر از شبکهٔ نتفلیکس که اقتباسی از رمان وبکمیک و گرافیکی به همین نام از آلیس عثمان است، ایفای نقش کرد.